# بائعة الكتب (رواية)
بائعة الكتب عنوان رواية للكاتبة سينثيا سوانسن (العنوان الاصلي:The Bookseller) نُشرت باللغة الإنجليزية في الولايات المتحدة عام 2015 وترجمتها إلى العربية الكاتبة سمر الشيشكلي عام 2018 صدرت عن الدار العربية للعلوم ناشرون.
إنها قصة مستفزة للقارئ ومذهلة بقوة> الرواية تدور في بداية الستينيات من القرن العشريم. تدور أحداث الرواية في مدينة دنفر عام 1962، حول «كيتي ميلر» وهي امرأة توافقت مع حياتها الفردية غير التقليدية، ومولعة بمخزن الكتب الذي تديره مع صديقتها المفضلة،  - كان أسلوب الكاتبة بسيط وسلس، تمسكت بسلك سرد المشاهد ومرور طفيف بالانفعالات والمشاعر، ابتعدت عن التحليل والفلسفة أو حتى علم النفس لحالة كاثرين التي كلما تذهب لتنام تجد نفسها في حياة ثانية !.

## الجوائز
- WILLA Literary Award for Historical (2016),
- Goodreads Choice Award Nominee for Historical Fiction (2015)